# ②幸せの証
『②幸せの証』（2しあわせのあかし）は、THE ポッシボーの2枚目のスタジオ・アルバム。2012年3月28日にTN-mixから発売された。

## 収録曲
1. 桜色のロマンチック
作詞・作曲：本上遼、編曲：本上遼&原田勝通
2. 電光石火Baby!
作詞：本上遼、作曲：つんく、編曲：本上遼&原田勝通
3. 私の魅力
作詞・作曲：つんく、編曲：オオバコウスケ
  - メジャー5thシングル
4. LOVE2パラダイス
作詞・作曲：つんく、編曲：平田祥一郎
  - メジャー5thシングル
5. I love you 私の君
作詞・作曲：つんく、編曲：田中直
6. 幸せ花火ゴッゴッGOーッ!
作詞・作曲：本上遼、編曲：本上遼&原田勝通
7. Family〜旅立ちの朝〜
作詞：つんく、作曲：中島卓偉、編曲：山崎淳
  - メジャー4thシングル
8. 幸せの証
作詞：本上遼、作曲：つんく、編曲：本上遼&原田勝通
9. 希望と青春のヒカリ
作詞・作曲：本上遼、編曲：本上遼&原田勝通
10. 幸せの形
作詞・作曲：つんく、編曲：江上浩太郎
  - メジャー3rdシングル
11. プレイボール（THE ポッシボーVer.）
作詞：角谷建耀知、作曲：御影真秀、編曲：朝井泰生
  - 女子プロ野球公式テーマソング

## クレジット
- オオバコウスケ - Programming (3)
- CHINO - Chorus (3,4,10)
- 平田祥一郎 - Programming (4)
- つんく - Chorus (4,10)、Shap (7)、口笛 (10)
- 田中直 - Programming (5)
- THE ポッシボー - Chorus (5)
- 山崎淳 - Programming & Guitar (7)
- 鎌田浩二  - Guitar (7)
- セイシン - Drums (7)
- 橋本愛奈 - Chorus (7)
- 江上浩太郎 - Programming (10)
- 塚崎陽平 (匠) - Turntable (10)
- NICE GIRL μ - Chorus (10)
- 朝井泰生 - Guitar (11)
- 御影真秀 - Guitar (11)
- JOE (theCYCLE) - Drums (11)
- 村井研次郎 (theCYCLE) - Bass (11)
- 山尾正人 - Hammond Organ (11)
- 小川真奈 - Chorus (11)